# Torneo de Hobart 2018
El Hobart International 2018 fue un evento de tenis de la WTA International. Se disputó en Hobart (Australia), en cancha dura al aire libre, formando parte de una serie de eventos que sirvieron de antesala al Abierto de Australia 2018, entre el 7 y el 13 de enero de 2018.

## Distribución de puntos
| Modalidad           | Campeona | Finalista | Semifinales | Cuartos de final | 2.ª ronda | 1.ª ronda | Clasificadas | 2.ª ronda de clasificación | 1.ª ronda de clasificación |
| Individual femenino | 280      | 180       | 110         | 60               | 30        | 1         | 18           | 12                         | 1                          |
| Dobles femenino     | 280      | 180       | 110         | 60               | 1         | -         | -            | -                          | -                          |

## Cabezas de serie

### Individuales femenino
| Tenista            | Ranking | Preclasificada |
| Shuai Zhang        | 35      | 1              |
| Elise Mertens      | 36      | 2              |
| Sorana Cîrstea     | 37      | 3              |
| Alizé Cornet       | 38      | 4              |
| Lesia Tsurenko     | 42      | 4              |
| Irina-Camelia Begu | 43      | 6              |
| Tatjana Maria      | 46      | 7              |
| Kateřina Siniaková | 47      | 8              |

- Escalafón del 1 de enero de 2018.[2]

### Dobles femenino
| Tenista                           | Ranking | Preclasificada |
| Raluca Olaru Olga Savchuk         | 69      | 1              |
| Kirsten Flipkens Nicole Melichar  | 80      | 2              |
| Elise Mertens Demi Schuurs        | 89      | 3              |
| Lyudmyla Kichenok Makoto Ninomiya | 99      | 4              |

## Campeonas

### Individual femenino
Elise Mertens venció a  Mihaela Buzărnescu por 6-1, 4-6, 6-3

### Dobles femenino
Elise Mertens /  Demi Schuurs vencieron a  Lyudmyla Kichenok /  Makoto Ninomiya por 6-2, 6-2